# My Life Is Going On
My Life Is Going On es una canción interpretada por Cecilia Krull. Es el tema principal de la serie española, originalmente de Atresmedia y posteriormente de Netflix, La casa de papel.

## Antecedentes
En agosto de 2025, el videoclip de la canción tenía más de 100 millones de visitas en YouTube. Es ampliamente conocida como el tema principal de la serie La casa de papel, que se convirtió en uno de los mayores éxitos de la plataforma Netflix en 2018.

### Remezclas
El tema principal de una de las series de televisión más exitosas de Netflix, y por ejemplo con las remezclas del turco Burak Yeter, la canción ha escalado en las listas internacionales.
Versión de Burak Yeter
El DJ turco Burak Yeter hizo una remezcla de la canción, que rápidamente se convirtió en la versión más conocida de la canción a nivel internacional. En agosto de 2025 tenía más de 52 millones de visitas en YouTube.
Versión de Gavin Moss
La canción se lanzó en el mercado francés con su versión remezclada por Gavin Moss.
Versión de Tyler ICU y Nicole Elocin
La versión amapiano del productor discográfico sudafricano Tyler ICU y la cantautora Nicole Elocin es más conocida dentro del país. Se lanzó el 4 de septiembre de 2020, en el EP Money Heist de Tyler ICU y Nicole Elocin a través de New Money Gang, un sello discográfico fundado por DJ Maphorisa.

## Vídeos oficiales
Versión original de Cecilia Krull
El vídeo se distribuyó el 14 de noviembre de 2017 y está compuesto por clips de la primera temporada de la serie.
Remix de Gavin Moss
El vídeo se distribuyó el 11 de mayo de 2018 y está compuesto únicamente por una imagen de una sudadera roja con los nombres de los intérpretes (Gavin Moss y Cecilia Krull) y el título de la canción superpuestos.
Remix de Burak Yeter
El vídeo se distribuyó el 21 de junio de 2018. Alterna imágenes del DJ set del disc jockey turco Burak Yeter con imágenes del alunizaje del Apolo 11 en 1969. La participación de Cecilia Krull se destaca mediante el texto de la parte cantada superpuesto.

## Posición en listas

### Versión original de Cecilia Krull
| Listas (2018-2019)           | Posición más alta |
| ---------------------------- | ----------------- |
| Brasil (Top 100 Brasil)      | 12                |
| Bélgica (Ultratop - Valonia) | 16                |
| Hungría (Single Top 40)      | 7                 |
| Francia (SNEP)               | 29                |
| Grecia (Greek Airplay)       | 1                 |
| Grecia (IFPI)                | 1                 |

| Listas (2020) | Posición más alta |
| ------------- | ----------------- |
| Grecia (IFPI) | 17                |

### Remix de Gavin Moss
| Listas (2018)       | Posición más alta |
| ------------------- | ----------------- |
| España (Promusicae) | 40                |
| Francia (SNEP)      | 39                |

### Remix de Burak Yeter
| Listas (2018)                    | Posición más alta |
| -------------------------------- | ----------------- |
| Hungría (Dance Top 40)           | 3                 |
| Hungría (Rádiós Top 40)          | 4                 |
| Hungría (Single Top 40)          | 7                 |
| Italia (FIMI)                    | 8                 |
| Italia (EarOne)                  | 1                 |
| Polonia (Polish Airplay Top 100) | 5                 |
| Polonia (Dance Top 50)           | 22                |

| Listas (2020)          | Posición más alta |
| ---------------------- | ----------------- |
| Hungría (Dance Top 40) | 55                |

### Certificaciones
| Territorio | Organismo certificador | Certificación | Ventas certificadas | Ref.   |
| ---------- | ---------------------- | ------------- | ------------------- | ------ |
| Francia    | SNEP                   | Oro           | 100 000‡            | [ 24 ] |
| Italia     | FIMI                   | 2 x platino   | 100 000‡            | [ 25 ] |
| Polonia    | ZPAV                   | Platino       | 20 000‡             | [ 26 ] |